# British Association Unit
Die British Association Unit (Einheitenzeichen: B.A.U.), auch unter dem Namen Ohmad (Einheitenzeichen: ohmad) bekannt, war eine 1865 in Großbritannien eingeführte Maßeinheit des Elektrischen Widerstandes.
1 B.A.U. = 1,988 Ohm